# Неогексан
Не́огекса́н — органическое вещество, насыщенный углеводород разветвлённого строения с химической формулой {\displaystyle {\ce {C6H14}}}, относящийся к классу алканов. Является изомером гексана, название по ИЮПАК — 2,2-диметилбута́н. В обычных условиях неогексан представляет собой бесцветную жидкость с запахом, напоминающим запах фенола. По другим данным запаха не имеет. Плохо очищенный имеет запах, обусловленный примесями ароматических соединений — бензола, фенола.
Некоторые производные неогексана (спирты) включены в списки запрещённых веществ как прекурсоры боевых отравляющих веществ, например, пинаколиловый спирт.
Из всех изомеров гексана, неогексан имеет наименьшую температуру кипения.
Неогексан находит применение как добавка к моторному маслу, в качестве растворителя органических веществ.

## Получение
Студент Бутлерова В. Н. Горяинов открыл углеводород, который он назвал триметилэтилформеном, в 1872 году путём кросс-конденсации терт-бутил йодида с этилцинком.
2,2-Диметилбутан может быть получен путем гидроизомеризации 2,3-диметилбутана в присутствии кислотного катализатора.

## Применение
2,2-Диметилбутан используется в автомобильном и авиационном топливе для увеличения октанового числа. Также применяется как растворитель органических веществ, при экстракции масел из семян растений, в качестве добавки к моторному маслу.

## Взрыво- и пожароопасность
2,2-Диметилбутан образует легковоспламеняющиеся паровоздушные смеси, имеет температуру вспышки −48 °C. Концентрационные пределы взрываемости в смеси с воздухом 1,2 % по объёму (40 г/м3) — нижний предел и 7 % по объёму (260 г/м3) — верхний предел. Пороговая энергия воспламенения 0,25 мДж. Температура самосвопламенения 435 °C.

## Физиологическое воздействие
Неогексан относится к малоопасным веществам (Класс опасности IV). Обладает слабым общетоксичным действием; действует на организм человека наркотически. 
В больших концентрациях неогексан вредно воздействует на ЦНС и почки. Хроническое отравление может вызвать паралич конечностей. Проникает через неповреждённую кожу. 
ПДК вещества в воздухе — 300 мг/м³; ЛД50 на крысах — 23005 мг/кг.